# منطقه جنگی (فیلم)
منطقه جنگی (به انگلیسی: The War Zone) فیلمی محصول سال ۱۹۹۹ و به کارگردانی تیم راث است. در این فیلم بازیگرانی همچون ری وینستون، تیلدا سوینتن، لارا بلمونت، فردی کانلیف، کالین فارل و کیت اشفیلد ایفای نقش کرده‌اند.